# Opius soenderupianus
Opius soenderupianus är en stekelart som beskrevs av Fischer 1967. Opius soenderupianus ingår i släktet Opius och familjen bracksteklar. Inga underarter finns listade i Catalogue of Life.